# Фризис, Мордехай
Мордехай Фризис (греч. Μαρδοχαίος Φριζής, 1 января 1893 г. — 5 декабря 1940 г.) — полковник греческой армии, один из самых известных офицеров еврейского происхождения. Погиб во время греко-итальянской войны 1940—1941 гг.

## Биография
Мордехай Фризис родился в 1893 г., в многодетной еврейской семье в городе Халкиде на острове Эвбее.
С детства Мордехай мечтал стать офицером. Он сдал экзамены в офицерское училище, но вскоре оставил его. По этому поводу существуют два мнения:
- он счёл унизительным, что не прошёл первым[3],
- причиной тому были трудности, вытекавшие из его иудейского вероисповедания[4].

Затем Фризис поступил на юридический факультет Афинского университета, однако после знакомства с генералом Кондилисом перешёл в училище офицеров резерва, которое окончил в 1916 г.
Фризис участвовал в первой мировой войне, в Украинском походе греческой армии в поддержку белого движения против Советской России и в  Малоазийском походе (1919-1922). В 1922 г., при отступлении армии из Турции, Фризис был взят в плен турками в Смирне (Измир). Местные евреи, с удивлением узнав, что среди пленных есть их единоверец, собрали деньги, чтобы выкупить его. Однако Фризис отказался со словами: «Чему суждено быть, будет со всеми».
Через год Фризис был освобождён.
В 1936 г., при диктатуре генерала Метаксаса, Фризис был послан на остров Крит возглавить цензуру, но вскоре был отозван по причине того, что «плохо выполнял свою работу».
Затем Фризис был послан в Эпир на греко-албанскую границу.

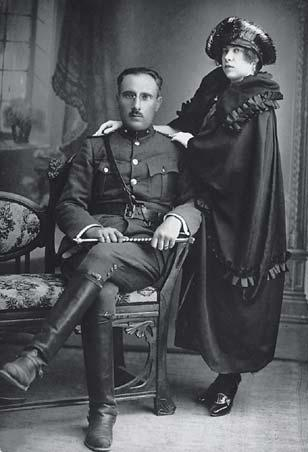
Фрезис и его жена, Виктория Кости

## Греко-итальянская война 1940 года
Ещё до начала Греко-итальянской войны Фризис подготовил, по заданию генералa Папагосa, план отражения вероятной атаки итальянцев, который был одобрен генералом. Начало войны, утром 28 октября 1940, застало Фризиса командиром обороны участка Делвино, на линии обороны 8-й дивизии. Эта была единственная греческая дивизия на всем протяжении греко-албанской границы в Эпире, от Ионического моря до горы Смолики.
Приказом, ещё от 23 сентября, было предопределено, что части 8-й дивизии будут действовать как отряды прикрытия, отступая с боями до линии Элеа-Каламос, где перейдут в резерв, а их место займут свежемобилизованные части.
С началом войны героическая бригада полковника К. Давакиса численностью в 1800 солдат отступала с боями под натиском дивизии итальянских альпинистов Джулия (11 тыс. солдат). Джулия двумя клиньями обходила Смолику. Северный клин — 75 % её сил. Южный был направлен на юго-восток и создавал угрозу окружения 8-й дивизии и её отсечения от остальных сил.
31 октября генерал Кацимитрос выделил батальон прикрытия из города Коницы и, придав ему бригаду из Мецова, дал приказ этой группировке встать на пути южного клина Джулии и не позволить ей перйти реку Аоос. Командование этой групп Кацимитрос поручил Фризису. 10 ноября группа Фризиса остановила Джулию и перешла в контрнаступление, взяв в плен первых пленных войны (700 солдат). Далее Фризис удержал мост на реке Каламос, отразив атаку полка Центавр. На перевале Клефт группа Фризиса отразила атаку 9-го полка альпинистов, которые были полностью деморализованы, оставив на поле боя раненых, технику, знамя.
При преследовании альпинистов 10-м разведывательным батальоном погиб командир 9-го полка Джулии. Альпинисты весь день сдавались отрядам подоспевшей греческой кавалерийской дивизии. Фризис, исполняя приказ штаба от 7 ноября об окружении Джулии, дал приказ кавалеристам преследовать 8-й полк Джулии по направлению к городу Конице, где на высоте у села Элефтеро их ожидал батальон из его группировки. Не ожидавшие засады итальянцы потеряли 300 человек убитыми. 700 альпинистов сдались в плен.
Далее части Фризиса освободили город Коницу и перенесли военные действия на албанскую территорию.
На всех участках фронта был совершён перелом. Греческая армия перешла в наступление и вскоре одержала победу: первую победу стран антигитлеровской коалиции в мировом масштабе.

## Гибель Фризиса
5 декабря 1940 г., севернее албанского города Пермети, наступающие части Фризиса подверглись воздушной атаке.
Дав приказ солдатам укрыться, сам Фризис, во избежание паники, оставался на коне, став лёгкой мишенью для самолётов. Согласно внуку Фризиса, также Мордехаю Фризису, полковой священник закрыл ему глаза со словами еврейской молитвы.

## Память

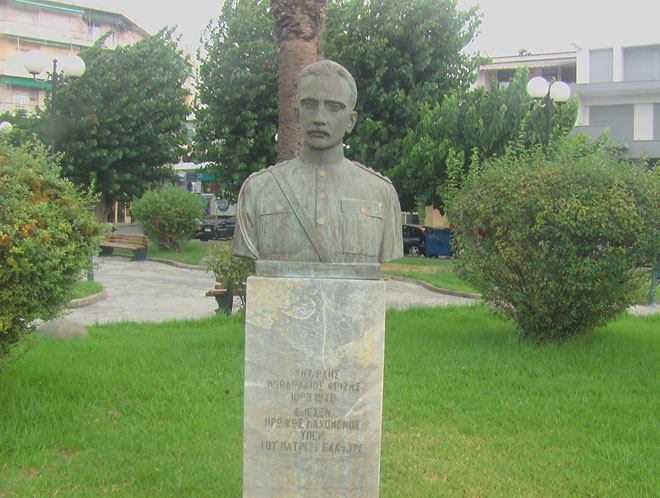
Бюст полковника Мордехая Фризиса в Халкиде

Бюсты Фризиса установлены в военном музее города Калпаки, Эпир, и в военном музее Афин, конный памятник — на его родине, в городе Халкиде.

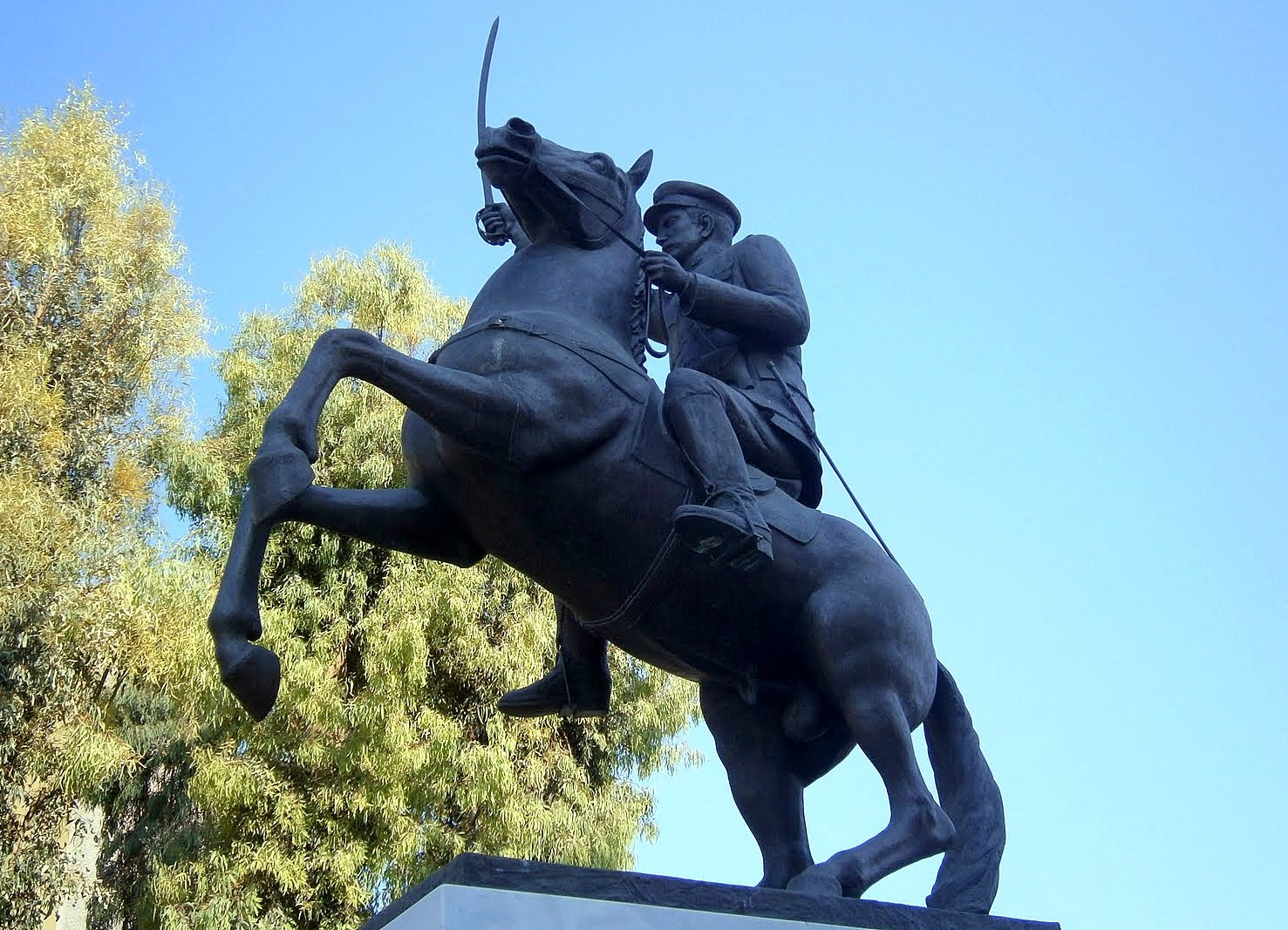
Памятник Мордехаю Фризису в Халкиде

В 2002 г. останки полковника  Фризиса были опознаны в Албании и перезахоронены на еврейском кладбище города Салоники. Его именем названы улицы в Афинах и на его родине, в городе Халкиде.